# 天將魔星
《天將魔星》（英語：The Devil Force），是香港亞洲電視製作的科幻電視劇，於1987年8月19日首播，共20集。監製袁浩泉，武術指導為著名的袁祥仁、袁信義兄弟，二人亦在本劇參與演出。
主要演員有林國雄、葉玉卿、徐思斐、苑麗瓊、曹達華、高雄等。

## 演員表
- 林國雄 飾 韋天寶
- 葉玉卿 飾 叮噹
- 徐思斐 飾 易寒煙
- 袁祥仁 飾 丁一
- 袁信義 飾 易天狂（烈火至尊）
- 邵音音 飾 卜冠一
- 徐寶鳳 飾 韋紫心
- 李麗麗 飾 花漫飄
- 苑麗瓊 飾 紅珊瑚
- 楊仲恩 飾 易小邪
- 梁漢威 飾 藥奴
- 江　圖 飾 藥王
- 曹達華 飾 天界老祖
- 高　雄 飾 魔界煞星